# 真舟
真舟（まふね）は、千葉県木更津市の木更津地区にある町丁。現行行政地名は真舟一丁目から真舟五丁目。郵便番号は292-0802。

## 概要
木更津市の中央部に位置する組合施行の土地区画整理事業によって形成された住宅街である。全域に住居表示が施行されている。江戸時代に請西藩の真武根陣屋が請西字間舟台にあった。また、かつて真舟村が存在した。地名は土地区画整理事業の際にこれに影響されて付けられたものである。

## 地理
北は千束台、東は請西南、南は下烏田、西は桜井と接する。

## 歴史

### 地名の由来
- 「まま（崖）・ふ（生）・ね（麓）」の転訛で崖になっている所の麓という意味[5]。

### 沿革
- 1972年3月21日 - 木更津市による真舟土地区画整理事業認可。施行面積79.7ha、計画人口7,970人[4]。
- 1980年 - 住居表示「真舟一丁目から真舟五丁目」実施。
- 1983年4月1日 - 私立志学館高等学校開校[6]。
- 1985年4月1日 - 私立志学館中学校開校[6]。
- 1999年 - 換地処分実施[4]。
- 2011年10月 - 「（仮）木更津市立真舟小学校」の建設決定[5]。
- 2014年4月1日 - 木更津市立真舟小学校開校[5]。

## 世帯数と人口
| 町丁字     | 世帯数    | 人口    | 人口割合 | 人口割合 | 人口割合 | 世帯人員 | 面積    |
| 町丁字     | 世帯数    | 人口    | 若年     | 生産年齢 | 老年     | 世帯人員 | 面積    |
| ---------- | --------- | ------- | -------- | -------- | -------- | -------- | ------- |
| 真舟一丁目 | 223世帯   | 461人   | 11.1%    | 54.9%    | 34.0%    | 2.07人   | 10.35ha |
| 真舟二丁目 | 503世帯   | 1,071人 | 15.1%    | 51.9%    | 33.0%    | 2.13人   | 17.17ha |
| 真舟三丁目 | 424世帯   | 914人   | 12.7%    | 41.8%    | 45.5%    | 2.16人   | 17.51ha |
| 真舟四丁目 | 442世帯   | 914人   | 10.0%    | 49.7%    | 40.3%    | 2.07人   | 17.45ha |
| 真舟五丁目 | 489世帯   | 957人   | 14.8%    | 55.9%    | 29.3%    | 1.96人   | 21.13ha |
| 合計       | 2,081世帯 | 4.317人 | 13.0%    | 50.5%    | 36.5%    | 2.07人   | 83.61ha |

## 通学区域
市立小学校・市立中学校及び県立高等学校の通学区域は以下の通りである。
| 町丁字     | 区域        | 小学校               | 中学校                     | 高等学校 |
| ---------- | ----------- | -------------------- | -------------------------- | -------- |
| 真舟一丁目 | 全域        | 木更津市立真舟小学校 | 木更津市立木更津第二中学校 | 第9学区  |
| 真舟二丁目 | 2番地27〜64 | 木更津市立請西小学校 | 木更津市立木更津第二中学校 | 第9学区  |
| 真舟二丁目 | それ以外    | 木更津市立真舟小学校 | 木更津市立木更津第二中学校 | 第9学区  |
| 真舟三丁目 | 全域        | 木更津市立真舟小学校 | 木更津市立木更津第二中学校 | 第9学区  |
| 真舟四丁目 | 全域        | 木更津市立真舟小学校 | 木更津市立木更津第二中学校 | 第9学区  |
| 真舟五丁目 | 全域        | 木更津市立真舟小学校 | 木更津市立木更津第二中学校 | 第9学区  |

## 施設
- 木更津市立真舟小学校
- 志学館中等部・高等部

## 交通

### 鉄道
最寄りはJR東日本の木更津駅である。

### バス
- 日東交通
  - 真舟団地・君津中央病院線
  - 八幡台ニュータウン線